# 昆都仑水库
昆都仑水库是中国内蒙古自治区包头市境内的一座水库，位于昆都仑河上，建于1959年。水库正常库容为164万立方米，集雨面积为2581平方千米，海拔为1153.2米。